# 이케야 가오루 (천문학자)
이케야 가오루(일본어: 池谷薫, 1943년 11월 30일 -)은 일본의 아마추어 천문가이다. 시즈오카현 출신이다.
1962년부터 본격적으로 혜성 관측을 시작했다. 1963년 처음으로 이케야 혜성(C/1963 A1)을 발견했다. 이후 5년간 5개의 혜성을 발견했다. 특히 1965년 세키 쓰토무와 같이 발견한 이케야-세키 혜성이 유명하다. 1980년대에는 두 개의 초신성을 발견하기도 했다.
2002년 1월 1일, 중국의 장다칭과 함께 이케야-장 혜성을 발견했다.